# Enriqueta Martín Ortiz de la Tabla
Enriqueta Martín Ortiz de la Tabla (Llerena, Badajoz; 1892-1984), maestra y licenciada en Filosofía y Letras y doctorada en la especialidad de Historia por la Universidad de Madrid. Tuvo gran relevancia en el acceso de las mujeres a la profesión bibliotecaria. Asimismo, es una de las primeras mujeres españolas en impartir clases en una Universidad norteamericana.

## Biografía
Enriqueta Martín era hija de Emilio Martín y Enriquetina Ortiz de la Tabla, y hermana de la poetisa y escritora Soledad Martín y Ortiz de la Tabla, nacida también en Llerena en 1875, que llegó a alcanzar un cierto reconocimiento literario.
Según señala María Jesús Viguera Molins en su discurso Episodios andalusíes de Extremadura. Discurso de Ingreso en la Real Academia de Extremadura, Trujillo (2017), las hermanas Martín-Ortiz de la Tabla fueron educadas por unos padres que dieron gran importancia a la formación cultural y profesional de sus hijas, dato familiar sorprendente por el tiempo en el que vivieron. Ha de tenerse en cuenta que en los tiempos de Enriqueta, el contexto social dificultaba enormemente el acceso de la mujer a los estudios superiores (las mujeres que querían formarse se topaban con numerosos obstáculos, solo estudiaba quien tenía un poder adquisitivo elevado, etc.). Su padre, Emilio Martín Fernández, dedicó buena parte de su vida al progreso de su tierra natal: participó en diferentes iniciativas en Llerena, agrícolas, industriales y también culturales, y fundó y dirigió el periódico El Bético Extremeño. También contribuyó a la electrificación de su localidad, colaborando en la instalación de una fábrica de la electricidad. Además, llevó a cabo diversas iniciativas para incentivar el desarrollo agrario, entre las que destaca el fomento de la apicultura movilista.
Enriqueta Martín, al igual que María Moliner o Juana Capdevielle, accedió a puestos de responsabilidad y desarrolló su labor como bibliotecaria con libros y manuales, como por ejemplo Bibliotecas. Algunas intelectuales afirman que la insistencia que dichas mujeres tuvieron en estos discursos responde a la presencia femenina en estas actividades.

## Trayectoria profesional
Estuvo becada en Estados Unidos, como otras maestras relacionadas con la Residencia de Señoritas: entre 1919-1921 en el Smith College (donde desempeñó el cargo de "instructor of Spanish" durante los cursos 1919-1920; cabe mencionar que la Junta de Ampliación de Estudios le concedió una pensión), y, entre 1925-1926, en Vassar College.

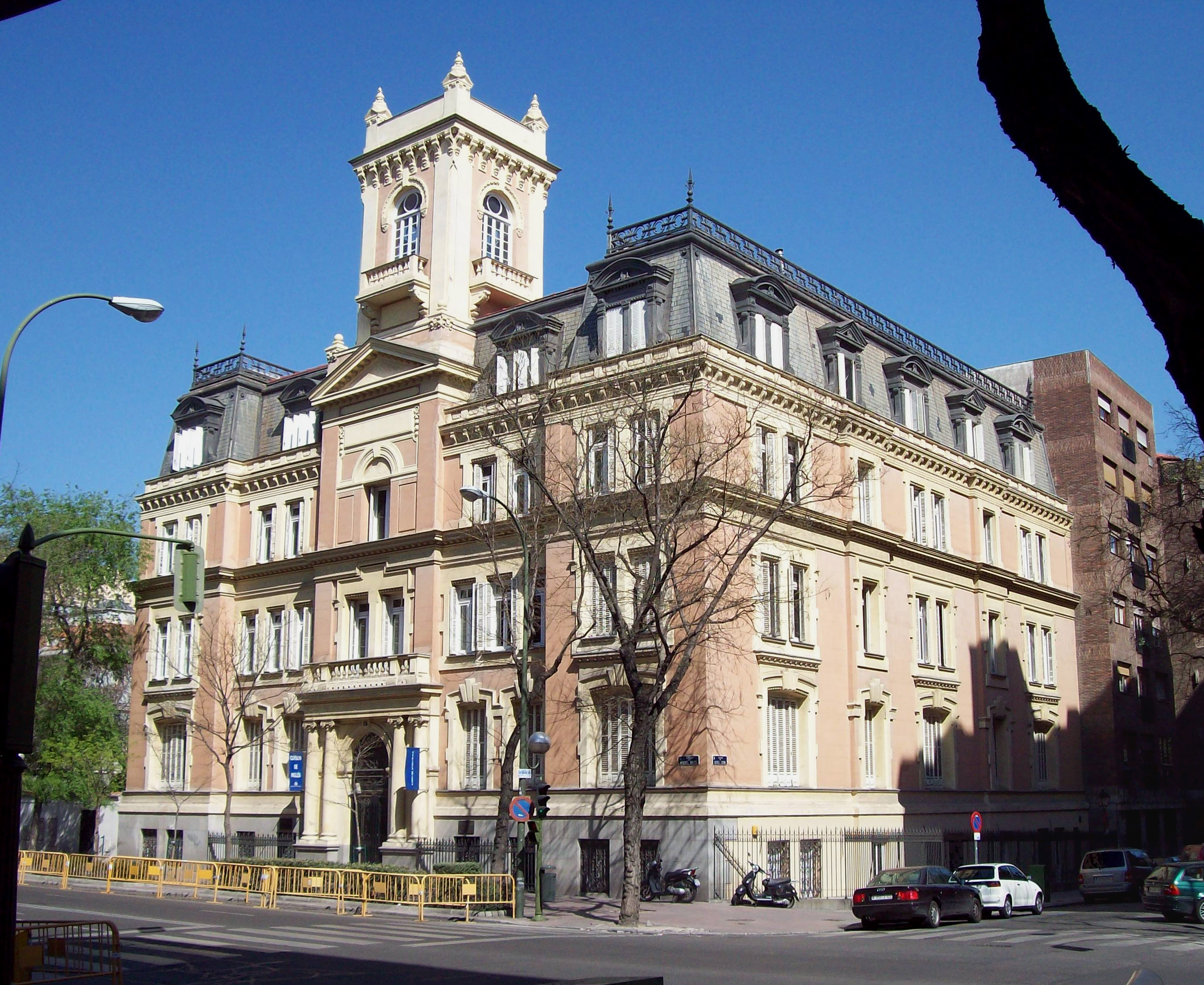
Sede del Instituto Internacional

A partir de 1930, Enriqueta Martín y Ortiz de la Tabla asumió la gestión de la Biblioteca del Instituto Internacional y de los cursos de Biblioteconomía (organizados e impartidos desde 1928 por Mauda Polley, titulada en Biblioteconomía por el Columbia College). Este Instituto Internacional acordó con la Junta para Ampliación de Estudios  la fundación de una “Residencia de Señoritas”, en paralelo a la Residencia de Estudiantes. Esta "Residencia de Señoritas" fomentó especialmente la lectura y el desarrollo de la Biblioteca; Enriqueta Martín fue directora de la misma desde 1931. Dicha institución fue creada por Alice Gulick, con el objetivo de impulsar la formación de las jóvenes españolas, y contaba con una sede en Madrid. Paralelamente, entre 1940 y 1949 ejerció como la representante semioficial del Instituto, cargo que desempeñó hasta su jubilación en 1960, aunque sin renunciar por ello a su labor como bibliotecaria. Fue socia del Lyceum Club Femenino.
Una vez jubilada, se hizo cargo de la ordenación del archivo documental del Instituto Internacional, con el que había estado vinculada desde 1919.

## Publicaciones
Enriqueta Martín participó en dos obras: 
- Reglas de catalogación, libro que recogía las reglas redactadas por las alumnas de los cursos de biblioteconomía de la Residencia de Señoritas, coordinadas por Enriqueta Martín, y que fueron publicadas por ellas mismas en 1934.[1]
- Bibliotecas, manual publicado en 1948, del cual se conserva un ejemplar en la Biblioteca de la Escuela Técnica Superior de Ingenieros de Telecomunicaciones de la Universidad Politécnica de Madrid. También hay ejemplares en las Bibliotecas de Ciencias de la Documentación, de Educación y de Ciencias Geológicas de la Universidad Complutense de Madrid.[10]Fue realizado con el propósito de servir como guía didáctica en los cursos de biblioteconomía del Instituto Internacional.[11]